# Музей історії смт Вільшана
Музей історії смт Вільшана — історико-краєзнавчий музей смт. Вільшана Городищенського району Черкаської області. Розташований у приміщенні Вільшанського селищного центру культури і дозвілля, на другому поверсі за адресою: вул. Шевченка, 194

## Опис
Музей розташований в одній кімнаті. Експонати розташовані по периметру кімнати. Експозиція охоплює період від стародавніх культур, залишки яких знаходили на території селища до другої світової війни. Невеликий стенд охоплює сучасний період.
В музеї широко представлені предмети побуту: рублі і качалки, жлукто і бодня, макітри і копистки, миски на миснику, різьблене ярмо і батіг, перші праски і калькулятори.

## Галерея